# 연어 양식

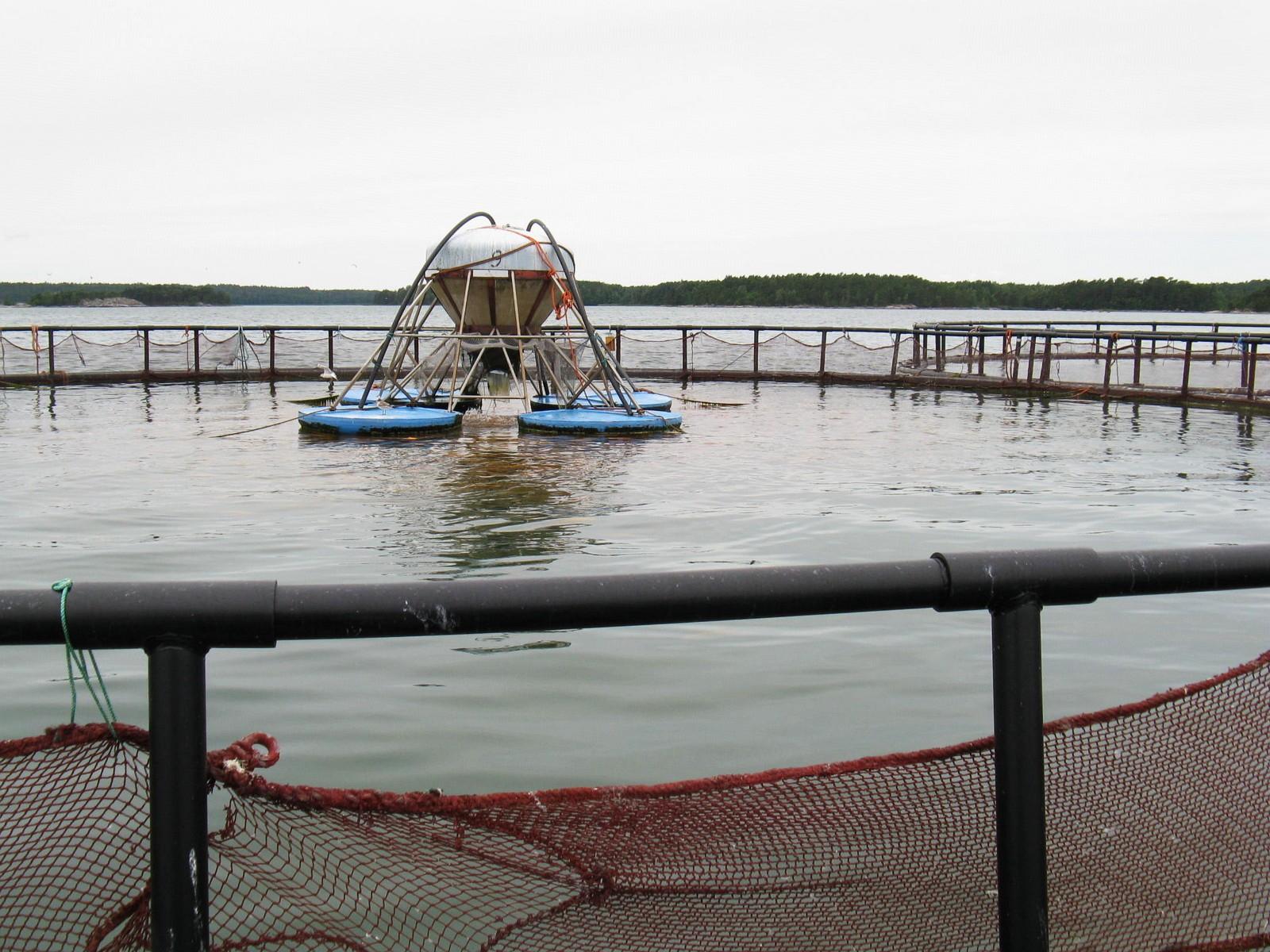
핀란드의 연어 가두리 양식장

연어 양식(鰱魚養殖, 영어: aquaculture of salmonids)은 자연산 연어가 아니라 농사를 짓는 것처럼 연어(salmon)를 양식하는 것을 말한다.

## 노르웨이
세계최대 연어 양식국은 노르웨이이며, 뒤이어 영국, 칠레, 캐나다, 호주 등이 양식을 하고 있다. 연어양식국의 공통점은 차가운 해수가 흐르는 해역에 위치한다는 점이다. 전세계 연어시장은 연간 약 4.3백만톤, 20조원 규모이며, 가공시장을 포함할 경우 약 60조원에 이른다. 이에, 사료산업, 가두리 제조산업, 물류/유통/가공산업, 서비스산업을 포함할 경우 수백조원에 이를 것으로 추정하고 있다. (Alaska 대학 조사기관 및 국내 컨설팅 업체, 기타 자료참고)
연어양식이 자리잡은 노르웨이의 경우, 한해에 6조원(313억 크로네)을 번다. 인구 490만명의 노르웨이에서 매일 3700만명이 먹을 수 있는 수산물을 생산해 150개국으로 수출한다.
그 중 가장 알려져있는 노르웨이의 마린 하베스트사는 연어양식을 1960년대에 성공했다. 지역 어민이 차린 소기업이 오늘날 세계적 기업으로 성장했다. 현재 세계최대의 연어 양식 회사로서 연간 1억개의 연어알을 부화시키며 약 3조원 가량을 연어 양식으로 번다.

## 대한민국
강원도 평창은 평창 올림픽을 유치한 곳으로 유명한데, 박경원 전 강원도지사와 송어양식 원로 관계자의 노력으로 1965년 국내최초로 송어 양식에 성공한 지역이다. 송어(Cherry salmon)는 한국, 중국, 일본, 러시아의 강과 바다에 서식하는 연어과로서, 크기는 노르웨이 연어의 1미터 보다 작은 60 cm이다. 일본 명칭인 시마연어로도 부른다. 즉, 한국에도 연어과인 송어가 서식하나 연어라는 명칭을 사용하지 않고 송어(cherry salmon, trout)라고 부르는 것이다. 겨울철 송어낚시와 축제가 유명하다. 우리나라는 담수를 기반으로 한 내수면 송어양식이 발전을 이루었고, 2015년은 송어양식 50주년이기도 하였다. 한편, 연어는 태평양 연어와 대서양 연어로 구분할 수 있는데, 우리나라는 태평양연어에 속하는 은연어 양식이 시도되고 있다. 한편, 대서양 연어는 노르웨이 등 북해 피오르드에서 대규모 양식되고 있으며, 태평양 연안에서는 칠레, 캐나다 등에서 양식하고 있다. 우리나라는 아직 시험 연구 중에 있다.
한국은 국내 송어 5천톤, 수입 연어 2만톤을 연간 소비한다. 2013년, 그간 민물에서 양식하던 무지개송어가 바다 양식에 성공하였는데, 참고로 1960년대 미국에서 수입한 어종이다.
2011년 한국 정부는 ‘양식업 세계화 전략’ 마련에 착수했다. 2011년 3월 후쿠시마 원전 사고 등으로 일본 미야기현과 이와테현이 영구적인 피해를 입었다. 일본 수산물 생산의 30%를 차지하는 곳이다.
2014년 강원도 고성군에서 국내 최초로 바다에서 가두리를 이용한 연어 양식이 시작되었다.
강원도는 수입에 의존하던 내수시장을 양식을 통한 국산 연어를 보급함으로써, 대중화에 힘쓸 계획이다.

## 북한
2003년 미국 구호단체는 북한의 송어양식을 지원했다. 2009년 남북한이 금강산 지역에 안변 송어양식장을 세우려고 하였으나 천안함 사건, 연평도 포격 사건 등의 도발에 따른 관계악화로 사업이 전면 취소되었다. 안변에 언간 50만톤의 송어양식장을 세워 식량난 해소를 도우려고 했다.

## 미래형 성장동력
노르웨이에서 연어는 석유, 광물에 이어 3대 수출 금맥이다. 노르웨이는 인구는 490만명밖에 안 되지만, 1인당 GDP가 10만달러로 세계 최상위권 부자나라이다. 이런 초부자나라의 성장동력의 주축이 연어 양식에 있다.
유명한 미래학자인 윌리암 하랄이 2018년경 수산양식업이 세계의 주력산업으로 부상할 것이라는 전망을 했다.
박근혜 정부는 해양수산부를 부할시켰는데, 1946년 노르웨이 수산부가 세계 최초이다. 수산업은 흔히들 말하는 사양산업인 1차산업이 아니다.
한국은 수산양식 세계 12위이며, 단위면적당 양식량은 세계 1위이다.

## 같이 보기
- 참치의 양식 - 연어만큼 막대한 국부를 창출할 사업으로 예상되고 있다.
- 한국송어양식협회